# Fiat Viaggio
La FIAT Viaggio ou plus exactement la Fiat Fei Xiang est une voiture mondiale du groupe automobile italien FCA - FIAT Chrysler Automobiles réalisée sur la base de la nouvelle Dodge Dart, elle-même conçue sur la base de l'Alfa Romeo Giulietta (2010). Présentée le 23 avril 2012 au Salon de l'automobile de Pékin, cette nouvelle voiture est le premier résultat concret de la coopération entre FIAT et Guangzhou Automobile à travers la coentreprise FIAT-GAIC.
La production de la FIAT Viaggio a débuté le 28 juin 2012 dans la toute nouvelle usine de Changsha, province du Hunan. Elle est commercialisée uniquement en Chine tant que la capacité de fabrication reste limitée à 140 000 exemplaires par an. Une version 5 portes de la Viaggio est sortie en 2014, sous le nom de FIAT Ottimo.

## Caractéristiques

### Structure

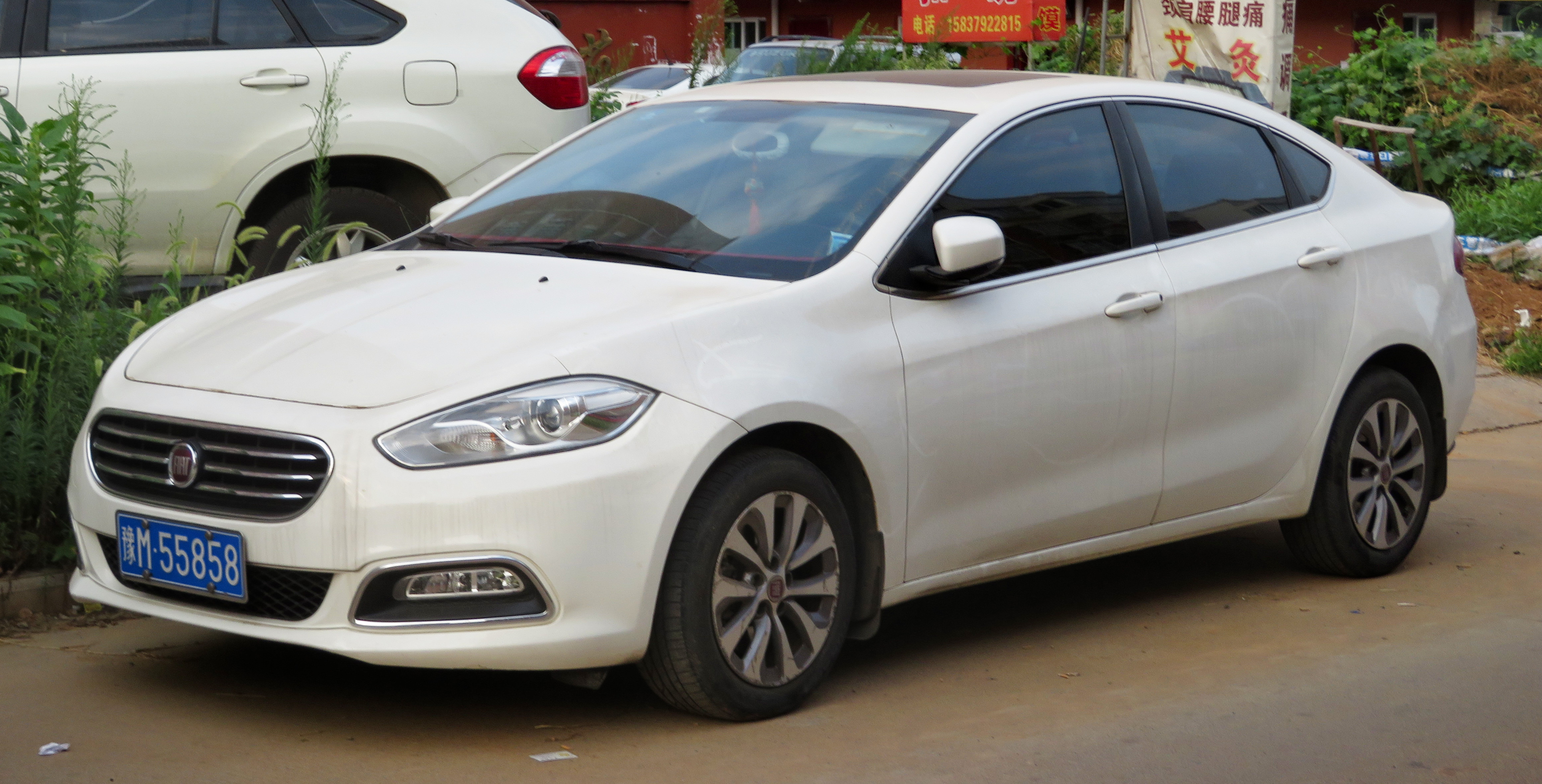

La "FIAT Viaggio" est construite à partir d'une structure en acier, basée sur la plateforme FIAT CUSW inaugurée avec l'Alfa Romeo Giulietta et que le bureau d'études FIAT a utilisée pour la nouvelle Dodge Dart lancée en tout début d'année 2012 aux États-Unis. La FIAT Viaggio en reprend les lignes générales.
Elle a été dessinée par le Centro Stile Fiat de Turin.

### L'habitacle
L'habitacle de la FIAT Viaggio est traité aux goûts de la clientèle chinoise, très regardante sur le niveau d'équipement et la finition. L'habillage de tout l'habitacle est assuré avec des tissus haut de gamme. L'équipement offre entre autres un système de radio-navigation avec un écran tactile de 8,4 pouces.

### La mécanique

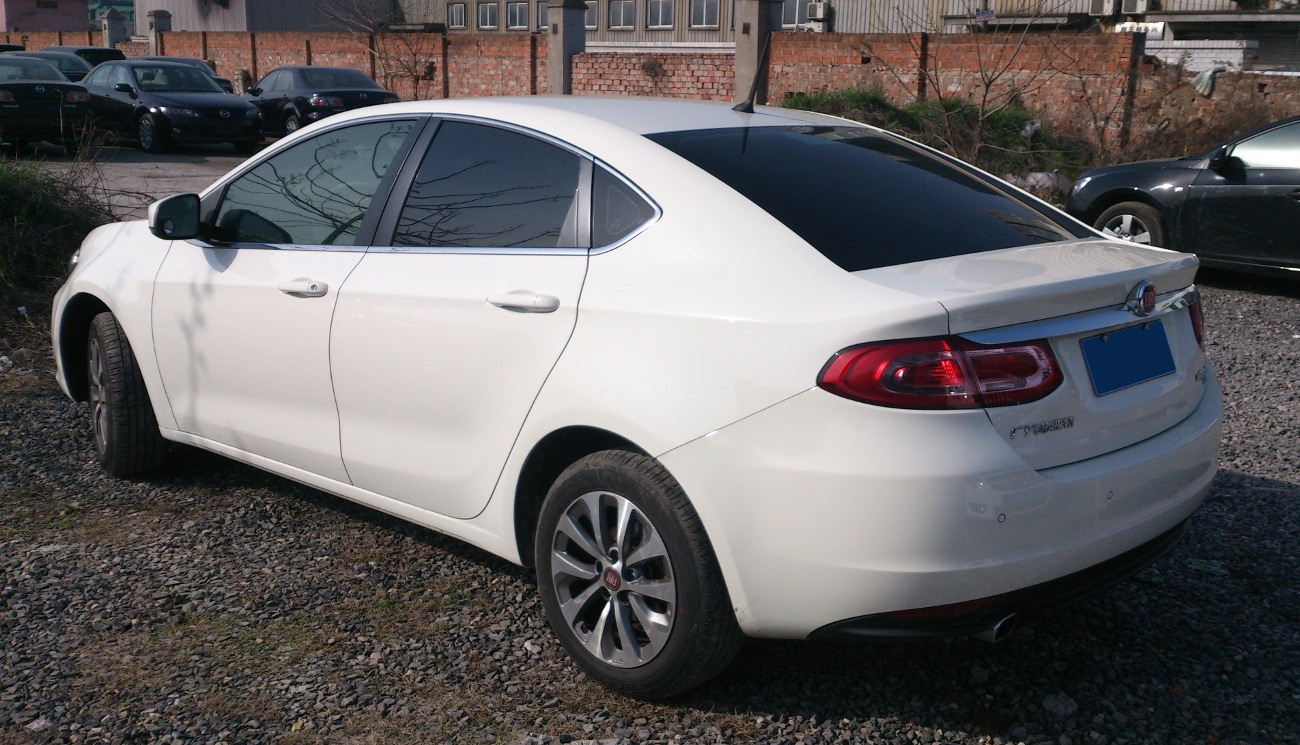

Le moteur est le turbo essence FIAT 1,4 TJet, quatre cylindres 16 soupapes de 1 368 cm3 en versions 120 et 150 ch, accouplé à une boîte manuelle à 5 vitesses ou à la transmission double embrayage DDCT (Dual Dry Clutch Transmission) développée par FIAT Powertrain Technologies. C'est une première dans la gamme du constructeur. Cette transmission était jusqu'alors réservée aux modèles Alfa Romeo.
La nouvelle berline FIAT est la première voiture produite dans l'usine FIAT-GAIC de Changsha (Province du Hunan). Les premières voitures sont produites depuis le 28 juin 2012 et sont disponibles à la vente depuis le troisième trimestre 2012.

### Chine
| Année  | 2012   | 2013   | 2014   | 2015            | Total   |
| ------ | ------ | ------ | ------ | --------------- | ------- |
| Ventes | 11.288 | 48.375 | 47.651 | 16.731 (9 mois) | 124.045 |

## FIAT Viaggio brésilienne
La filiale brésilienne FIAT Automoveïs a annoncé en juillet 2014 que la Viaggio sera assemblée à partir du milieu d'année 2015 dans la nouvelle usine en cours de construction à Pernambuco.
La FIAT Viaggio brésilienne sera assemblée en CKD à partir de fournitures chinoises.